# Arabian Canal
Der Arabian Canal ist ein 2008 begonnenes Wasserbauprojekt im Emirat Dubai der Vereinigten Arabischen Emirate. Das Projekt ruht seit 2009 aufgrund der angespannten Finanzsituation in Dubai.

## Idee und Planung
Ausgehend von der Küste als Teil des Projekts Dubai Waterfront soll sich der Arabian Canal in einer 75 km langen Schleife zunächst nach Süden ins Inland wenden und nach ca. 20 km seitlichem und mehrfach ausschwingendem Verlauf wieder nördlich zur Küste zurückkehren, um im Persischen Golf westlich zwischen der Hochhauszone Dubai Marina und der Meerwasserentsalzungsanlage zu münden. Nach den Plänen der Projektnehmer Limitless wird mit einer Ansiedlung von etwa 1,5 Millionen Menschen auf den ca. 140 Quadratkilometer großen Flächen des Kanalumfeldes gerechnet, eine Zahl, die nur durch punktuell starke Verdichtung und Hochhauscluster im Umfeld mehrerer Unterzentren zu realisieren ist. Die zur Bebauung vorgesehenen präparierten Flächen werden mit 33 Kilometern Uferlänge angegeben, überwiegend im südlichen Querverlauf.
Der ohne Schleusen projektierte Kanal wird zwischen 75 m und 150 m breit und 6 m tief sein. Es handelt sich vorrangig nicht um einen Transportkanal, sondern eher um einen landschaftsgestalterischen Wasserflächenbau mit vermarktungsstechnischen Hintergrund, ähnlich den künstlichen Land- und Küstengewinnungs-Projekten direkt vor der Küste. An den leicht geschwungenen Ufern mit einigen seeartigen Ausbuchtungen entstehen tausende Ufergrundstücke mit direktem Zugang auf das im Emirat vorangetriebene neue Wasserstraßennetz oder in ebenso attraktiver wassernaher Hanglage mit Fernsicht.
Das reine Kanalbauprojekt sollte bis 2013 abgeschlossen sein, während man für die urbane Erschließung und Bebauung der neu entstandenen Uferzonen (bis zu 2 km Geländetiefe) und kleinen Inseln weitere 15 Jahre veranschlagt. Diese Planung ist aufgrund der Finanzkrise im Zeitablauf so nicht mehr realisierbar. Eine technische Besonderheit ist ein Kanaltunnel im südwestlichen Kanalverlauf, wobei auf ca. 900 m Länge eine kleine Hügelbarriere unterfahren werden soll. Geplant sind zahlreiche markante Brücken und viele ansteigende Uferbereiche mit sanften Hügelabschlüssen, einige terrassengestufte Bauflächen oder kesselartig modellierte Steiluferkanten, an denen sogar ausgesetzte Grundstücke ins Angebot kommen.

## Baubeginn, Baufortschritt
Ende Juli 2008 gab es das erste Bieterangebot für das erste Teilstück des Kanals, der einmal insgesamt eine Summe von 11 Milliarden USD kosten soll. Im Oktober 2008 wurde bereits versuchsweise ein Teilstück des Kanals ausgehoben, welches einen Umfang von 700 Meter Länge, 200 Meter Breite und bis zu 45 Meter Tiefe hatte. Dabei wurden mehr als 1,5 Millionen Kubikmeter Erdreich bewegt. Der Aushub des ganzen Kanals soll mehr als 1 Milliarde Kubikmeter betragen, wobei das Material direkt in den Kanalbereichen zur Landaufschüttung und abwechselungsreichen Geländemodellierung verwendet wird.
Ende September 2008 wurde der Auftrag für das erste Teilstück des Baus im Wert von 2,1 Milliarden USD vergeben. Die auszuhebende Strecke umfasst eine Länge von neun Kilometern und wird einen Aushub von etwa 200 Millionen Kubikmeter erfordern. Das Kanalstück wird bis zu 150 Meter breit und hat eine Tiefe von sechs Metern, genug, um nach Flutung Boote bis circa 60 Meter Länge zuzulassen. Der Erdaushub wird teilweise zu Hügeln bis zu 200 Meter Höhe aufgeschichtet. Das erste Teilstück mit Umland wird anschließend sofort zur Urbanisation freigegeben: hier können auf den entstandenen 2200 Hektar Uferzonen bereits rund 600.000 Menschen angesiedelt werden.
Kritiker des Projekts wenden ein, dass es in den weiter landein gelegenen Kanalabschnitten zu Problemen mit der Wasserqualität kommen dürfte, weil es außer von See keine natürliche Wasserzufuhr gibt.